# سانتا آنا دکورو
سانتا آنا دکورو یا کورو (Coro) مرکز ایالت فالکون و قدیمی‌ترین شهر در غرب ونزوئلا است که در سال ۱۵۲۷ توسط سانتا آنا دکورو (Santa Ana de Coro) بنا شده است. این شهر ساحلی است و پهلوی پارک ملی مدانوس دکورو است.
در چند کیلومتری این شهر دریای کارائیب است. بندر لاولای این شهر در سال ۱۹۹۳ به عنوان میراث جهانی یونسکو پذیرفته شد و از سال ۲۰۰۵ در فهرست میراث جهانی در معرض خطر قرار گرفت.